# Brave (álbum de Jennifer Lopez)
Brave é o sexto álbum de estúdio da cantora e atriz americana Jennifer Lopez. Foi lançado em 9 de outubro de 2007 pela gravadora Epic Records. O álbum 
foi inspirado em seu casamento com Marc Anthony e teve influências das bandas Jamiroquai e Sade. Brave apresenta relevantemente samples de 
músicas dos anos 1970 e música R&B. Durante o processo de criação, Lopez trabahou com novos colaboradores, como Ryan Tedder, Midi Mafia, J. R. Rotem, Bloodshy, 
dentre outros, enquanto também trabalhou com o colaborador de longa data, Cory Rooney.
O álbum teve uma recepção mista por parte dos críticos, com alguns elogiando sua produção, chamando-o de um dos seus álbuns mais fortes até o momento, enquanto muitos o 
chamaram de um álbum estereotipado e sem graça. Comercialmente, o álbum teve um desempenho abaixo do esperado, tornando-se seu primeiro álbum a perder o TOP 10 na 
parada Billboard 200, enquanto também perdeu o TOP 20 no Reino Unido, Austrália e outros mercados. Ele vendeu apenas 650.000 cópias em todo o mundo.
O projeto gerou dois singles mundiais: "Do It Well" e "Hold It Don't Drop It". O primeiro recebeu críticas geralmente favoráveis, mas atingiu o pico 
modesto nas paradas, alcançando o TOP 20 em alguns países, mas apenas atingindo o pico no número 31 na parada Billboard Hot 100, enquanto o último também 
recebeu reação positiva, mas não causou nenhum impacto significativo nas paradas. Portanto, os singles subsequentes foram cancelados devido ao baixo impacto dos 
singles anteriores nas paradas. Lopez promoveu o álbum com uma série de apresentações ao vivo, enquanto também embarcava em uma turnê co-estrelada com Marc Anthony.

## Histórico e Desenvolvimento
Após lançar seu quarto álbum de estúdio, Rebirth (2005), que recebeu críticas mistas dos críticos, gerou o hit mundial "Get Right" e se tornou um sucesso 
moderado nas paradas, Jennifer Lopez anunciou em 2006 que gravaria seu primeiro álbum em espanhol. De acordo com Estéfano, o produtor do disco, o álbum 
"provará que os críticos estão errados" por suas "grandes canções que exigem uma voz". Como Ama una Mujer foi lançado em março de 2007, estreando com uma 
recepção mista, mas com vendas moderadamente altas e um single de sucesso, "Qué Hiciste".
Em uma entrevista à MTV News, durante o set de gravação do videoclipe de "Me Haces Falta", o segundo single do álbum em espanhol, Lopez anunciou que estava trabalhando
no sucessor de "Como Ama una Mujer". De acordo com Jayson Rodriguez da MTV News, o álbum seria o retorno de Lopez ao mundo do pop, R&B e hip hop.
```
    
"Meu álbum em espanhol foi uma espécie de oportunidade de fugir do que faço nos meus [álbuns] em inglês, para expressar um lado diferente de mim mesma. Este [próximo] álbum é mais do que as pessoas e meus fãs estão acostumados — você sabe, apenas uma espécie de dança, funk, R&B, hip-hop, todas essas coisas, tudo misturado para fazer uma ótima música pop. Basicamente, é apenas música dançante"
, disse a artista.
[
9
]
```

## Produção
Logo no início das gravações do álbum, foi anunciado que Lopez estava trabalhando mais uma vez com o produtor musical Cory Rooney, que trabalhou com ela na maioria de 
seus álbuns, e também Swizz Beatz. "Acho que a peguei em um bom momento, ela é focada", disse Swizz. "Ela tem Marc [Anthony] ao seu lado, ele também leva o canto a sério. E a energia é boa, então estou aqui para ajudar a fazer história."
Em julho de 2007, o Yahoo! anunciou Timbaland, Jermaine Dupri, Lynn & Wade LLP (Michelle Bell e Peter Wade) e J. R. Rotem como os outros produtores do álbum.
Um mês depois, a Billboard confirmou Ryan Tedder, Midi Mafia e Bloodshy como novos colaboradores.

## Promoção
A arte da capa do álbum foi revelada em 5 de setembro de 2007, junto com sua lista de faixas. A arte criada por Alexei Hay, ostenta duas 'Jennifers' face a face, 
em frente a um fundo roxo futurista. Semanas depois, fotos promocionais do álbum foram divulgadas. A campanha de marketing do álbum começou com uma viagem de 9 dias 
a Londres. A cantora, que visitou a capital britânica com o marido Marc Anthony, cantou "Do It Well" no programa de TV do Reino Unido chamado "Parkinson". 
Lopez também se apresentou em diversos outros programas de TV como "Good Morning America" (cantando "Do It Well", "Hold It Don't Drop It" e "Let's Get Loud"),
"Dancing With the Stars", "Fashion Rocks" (interpretando "Do It Well" e " Waiting for Tonight "), dentre outros. A artista também embarcou em uma turnê com Marc,
a "Jennifer Lopez & Marc Anthony en concierto", iniciando a série de shows em 29 de setembro de 2007, em Nova Jersey, e concluindo-a em 7 de novembro do mesmo ano, em Miami.
Singles
"Do It Wel" foi lançado como o single principal de Brave. Fez um pequeno sucesso nos EUA, alcançando a posição #31 na Billboard Hot 100, mas liderou a 
parada US Hot Dance Club Songs. Em outros lugares, a música se saiu melhor, alcançando a segunda posição na Itália, enquanto atingiu o pico 
dentro do TOP 20 em seis países. 
"Hold It, Don't Drop It" foi lançado como o segundo e último single do álbum. Ele ficou nas paradas do UK Singles Chart somente por três 
semanas, atingindo um pico da posição #72.

## Recepção crítica
Brave recebeu críticas mistas da maioria dos críticos musicais, de acordo com o Metacritic, que atribui uma classificação normalizada de 100 às críticas dos 
críticos tradicionais, recebendo uma pontuação média de 52, com base em doze avaliações. Kerri Mason, da Billboard, foi positiva com o álbum, pontuando
que "ninguém faz pop elegante como JLO". Dan Gennoe, do Yahoo! Music, 
elogiou o álbum, chamando-o de "na verdade um de seus álbuns mais fortes até o momento". Ao considerar um "disco excelente", Dan Aquilante, do New York Post, mescionou que "embora o casamento possa 
ter deixado Lopez mais feliz do que nunca - a produção salta com positividade - isso não diminuiu sua capacidade de ser uma diva nem um pouco."

## Faixas
| Brave- Edição Padrão |                                                    | |                                                             |         |  |
| N.º                  | Título                                             | Compositor(es) | Produtor(es)                                                | Duração |  |
| 1.                   | "Stay Together"                                    | Chasity Nwagbara Jonathan Rotem Evan Kidd Bogart                                                                                     | Jonathan Rotem                                              | 3:30    |  |
| 2.                   | "Forever"                                          | Balewa Muhammad Candice Nelson Ezekiel "Zeke" Lewis Patrick "J. Que" Smith Chauncey Hollis                                           | Hit-Boy                                                     | 3:39    |  |
| 3.                   | "Hold It Don't Drop It"                            | Brian Potter Cynthia Lissette Dennis Lambert Janet Sewell Jennifer Lopez Kevin Risto Allen Phillip Lees Tawanna Dabney Waynne Nugent | Dirty Swift Bruce Waynne Philosophy                         | 3:55    |  |
| 4.                   | "Do It Well"                                       | Ryan Tedder Timbaland Anita Poree Frank Wilson Leonard Caston                                                                        | Ryan Tedder Cory Rooney Julio Reyes                         | 3:05    |  |
| 5.                   | "Gotta Be There"                                   | Adam Gibbs Arthur Ross Crystal Johnson Leon Ware Michael Chesser Travis "Supercat" Cherry                                            | The Platinum Brothers Travis "Supercat" Cherry Rooney Reyes | 3:57    |  |
| 6.                   | "Never Gonna Give Up"                              | Lopez Michelle Lynn Bell Peter Wade Keusch                                                                                           | Michelle Lynn Bell Peter Wade Keusch Rooney                 | 4:21    |  |
| 7.                   | "Mile in These Shoes"                              | Nwagbara Onique Williams | Warren "Oak" Felder                                         | 3:16    |  |
| 8.                   | "The Way It Is"                                    | Bruce Rudd Gennaro Leone Lopez Bell Keusch Rhonda Robinson                                                                           | Keusch Michelle Bell                                        | 3:07    |  |
| 9.                   | "Be Mine"                                          | Bobby Hebb Caleb Shreve Lopez John Hill Bell Keusch Robinson                                                                         | Bell Keusch John Hill Chuck Brody                           | 3:19    |  |
| 10.                  | "I Need Love"                                      | Bill Withers Shreve Lopez Hill Bell Keusch Robinson                                                                                  | Bell Keusch Hill Brody                                      | 3:50    |  |
| 11.                  | "Wrong When You're Gone"                           | Nelson Derrick Baker Lewis Keri Hilson Larry Gold Smith                                                                              | Bigg D                                                      | 3:59    |  |
| 12.                  | "Brave"                                            | Muhammad Nelson Lewis Henrik Jonback Gold Smith Pontus Winnberg Christian Karlsson                                                   | Bloodshy & Avant                                            | 4:13    |  |
| 13.                  | "Do It Well (part. Ludacris) [Faixa Bônus]"        | Poree Christopher Bridges Wilson Caston Tedder                                                                                       | Tedder                                                      | 3:33    |  |
| 14.                  | "Do It Well (Moto Blanco Radio Mix) [Faixa Bônus]" | Poree Wilson Caston Tedder | Tedder                                                      | 3:01    |  |
| Duração total:       | Duração total:                                     | Duração total: | Duração total:                                              | 50:52   |  |

## Crédito das músicas
- "Hold It Don't Drop It" — Contém sample de "It Only Takes a Minute" (Dennis Lambert, Brian Potter)
- "Do It Well" — Contém sample de "Keep on Truckin" (Leonard Caston, Anita Poree, Frank Wilson)
- "Gotta Be There" — Contém sample de "I Wanna Be Where You Are" (Leon Ware, Arthur Ross)
- "The Way It Is" — Contém sample de  "She's a Lady" (Gennaro Leone, Bruce Rudd)
- "Be Mine" — Contém sample de "Sunny" (Bobby Hebb)
- "I Need Love" — Contém sample de "Use Me" (Bill Withers)

## Desempenho
| Tabelas Musicais (2007)                         | Melhor posição |
| ----------------------------------------------- | -------------- |
| Austrália - Australian ARIA Albums Chart        | 46             |
| Áustria - Austrian Albums Chart                 | 35             |
| Bélgica - Belgian Ultratop 50 Albums (Flanders) | 36             |
| Bélgica - Belgian Ultratop 50 Albums (Wallonia) | 18             |
| Canadá - Canadian Albums Chart                  | 13             |
| Países Baixos - Dutch Albums Chart              | 24             |
| França - French SNEP Albums Chart               | 28             |
| Alemanha - German Albums Chart                  | 41             |
| Grécia - Greek International Albums Chart       | 2              |
| Grécia - Greek Albums Chart                     | 5              |
| Hungria - Hungarian Mahasz Albums Chart         | 17             |
| Itália - Italian FIMI Albums Chart              | 10             |
| Japão - Japanese Oricon Albums Chart            | 6              |
| México - Mexican Albums Chart                   | 36             |
| Polónia - Związek Producentów Audio Video       | 31             |
| Espanha - Spanish Albums Chart                  | 21             |
| Suécia - Swedish Albums Chart                   | 59             |
| Suíça - Swiss Albums Chart                      | 6              |
| Reino Unido - UK Albums Chart                   | 24             |
| Estados Unidos - Billboard 200                  | 12             |

### Vendas e certificações
| País   | Certificação | Vendas |
| ------ | ------------ | ------ |
| Rússia | 2× Platina   | 40,000 |

## Jennifer Lopez: Live in Athens
Jennifer Lopez: Live in Athens foi um show de única apresentação da cantora e atriz norte-americana Jennifer Lopez. O concerto ocorreu no dia 20 de setembro de 2008, na cidade de Atenas, na Grécia. Essa foi a estreia da artista naquele país, onde apresentou canções de seus mais recentes álbuns, Como Ama una Mujer e Brave, além de grandes sucesso de sua carreira.
O show teve como propósito promover a Coleção Primavera-Verão 2009 da marca da cantora: J.Lo by Jennifer Lopez and Sweetface. Parte dos lucros da apresentação foram destinados à ACT UP, cuja atuação é voltada para o combate à AIDS e ao tráfico de seres humanos. 
Após o concerto, houve uma after fashion party na boate Veghera, no Lagonissi Grand Resort.

### Antecedentes e Divulgação
Em meados de 2006, Lopez tinha uma apresentação marcada no Estádio Karaiskakis, na cidade de Atenas, na Grécia, onde faria sua estreia no país. Devido à baixa 
procura por ingressos, o show, que estava originalmente agendado para o dia 29 de abril de 2006, foi remarcado para o dia 17 de maio de 2006. Posteriormente, o evento foi cancelado, o que gerou grande descontentamento por parte do público.
No dia 2 de setembro de 2008, foi anunciado oficialmente que a cantora faria uma única apresentação no OAKA Sports Hall, em Atenas, no dia 20 de setembro de 2008,
o que pegou os fans de surpresa, com o anúncio repentino e com menos de 18 dias para a apresentação.
No dia 20 de setembro, antes de realizar seu show, a cantora fez uma sessão de fotos em Erecteion. Ela foi fotografada por Spyros Poros para a revista InStyle Greece. A edição foi publicada em Dezembro de 2008.
No dia 21 de setembro de 2008, houve a inauguração da loja de roupas da grife JLo em Glyfáda.  

### Concerto
Com mais de 2horas de atraso, os portões se abriram por volta das 20h. O ato de abertura do show ficou por conta dos cantores gregos Giorgos Papadopoulos e Kostas Martakis. Jennifer Lopez subiu ao placo às 21h40, 
abrindo seu show com o hit Do It Well. JLo estava acompanhada de 6 dançarinos, e o palco era preenchido por uma grande escadaria e um video wall ao fundo. A artista se apresentou para um público de cerca de 11.000 pessoas. Com aproximadamente uma 
hora de duração, o concerto chegou ao fim por volta das 22h45, fato que gerou grande descontentamento por parte do público.

### Repertório
O seguinte repertório representa o show realizado no OAKA Sports Hall, em Atenas, no dia 20 de setembro de 2008.
1. "Do It Well"
2. "Jenny From The Block"
3. "If You Had My Love"
4. "I'm Real"
5. "Ain't It Funny"
6. "Hold It Don't Drop It"
7. "¿Qué Hiciste?"
8. "Porqué Te Marchas"
9. "Waiting for Tonight"
10. "Love Don't Cost a Thing"
11. "Get Right"
12. "Let's Get Loud"

### Data
| Data                   | Cidade | País   | Local            |
| ---------------------- | ------ | ------ | ---------------- |
| Europa                 |        |        |                  |
| 20 de setembro de 2008 | Atenas | Grécia | OAKA Sports Hall |